# Подгорная (Кирилловский район)
Подго́рная — деревня в Кирилловском районе Вологодской области России, на реке Сусла.
Входит в состав Николоторжского сельского поселения, с точки зрения административно-территориального деления — в Волокославинский сельсовет.
Расстояние до районного центра Кириллова по автодороге — 48,9 км, до центра муниципального образования Никольского Торжка по прямой — 18 км. Ближайшие населённые пункты — Хмелевицы, Петровское, Истоминская.
По данным переписи в 2002 году постоянного населения не было.